# 협조융자
협조융자(協調融資, joint financing)는 동일 기업활동에 있어서 동일 목적을 두고 2개이 상의 금융기관이 대출을 해주는 경우를 말한다.